# 陳維藻

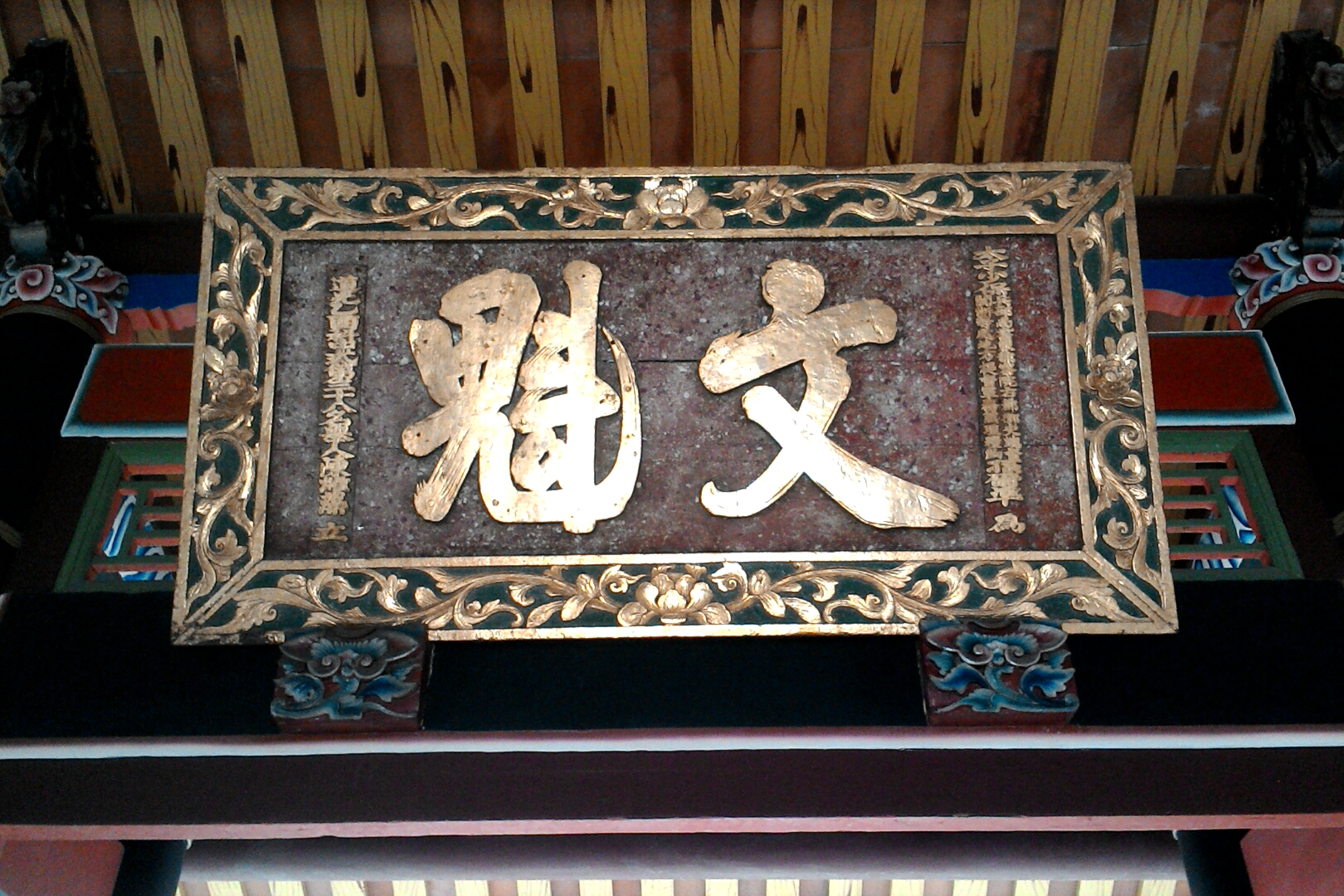
陳維藻「文魁」匾，閩浙總督孫爾準所贈，1825年。

陳維藻（1795年—1837年），字鳳阿，陳悅記家族成員，本貫泉州同安，出生於臺灣府淡水廳大龍峒。

## 生平
陳維藻為富商陳遜言的長子。年少修習課業，拜竹塹進士鄭用錫為師；文學頗富盛名，與其四弟陳維英齊名。道光五年（1825年）中乙酉科舉人，後赴會試，但沒有考上。道光十五年（1835年），赴任乙未科春官，由公家車船接駁，行至姑蘇時染病逝世。笠年夏天，其棺材運回臺灣，環祭者有數百人之多。後被封為奉直大夫。有子五人。

## 家族
- 祖父：陳埰海（1745－1823），字文瀾
- 祖母：李瓊娘（1744－1788），號淑慎
  - 父親：陳遜言（1769－1847）
  - 生母：楊腰娘（1778－1832），號淵豫
    - 二弟：陳維藜
    - 三弟：陳維菁
    - 四弟：陳維英（1811－1869）
    - 姊妹：陳氏，胡氏之妻後代主要子孫為胡家瑋

- -     - 姊妹：陳氏

  - 小媽：劉貴娘（1805－1857），號慈徽
    - 五弟：陳維藩
    - 六弟：陳維藝
    - 七弟：陳維苞
    - 姊妹：陳氏
    - 姊妹：陳氏

  - 二叔：陳遜朗（1775－1839）
    - 陳源古
    - 陳源道

  - 三叔：陳遜陶（1781－1840），字在鎔
    - 陳源池
    - 陳源漢
    - 陳源溪
    - 陳源港
    - 陳源湖
    - 陳源淮